# Utcubambatapakul
Utcubambatapakul (Scytalopus intermedius) är en fågelart i familjen tapakuler inom ordningen tättingar.

## Utbredning och systematik
Arten förekommer i Sydamerika, i nordcentrala Peru. Den behandlas traditionellt som underart till svartgrå tapakul (Scytalopus latrans). Sedan 2021 urskiljs den dock som egen art av tongivande International Ornithological Congress (IOC) baserat på studier som visar att den endast är avlägset släkt.

## Status
IUCN erkänner den ännu inte som art, varför dess hotstatus formellt inte fastställts.